# Ульянова, Ираида Викторовна
Ираида Викторовна Ульянова (23 марта 1931, Миасс – 16 февраля 1976, Ульяновск) – советская поэтесса. Член Союза писателей СССР.

## Биография
Ираида Ульянова родилась 23 марта 1931 года в Миассе Челябинской области. В 1944 году её семья (отчим Виктор Степанович Воронов, мать Таисия Давыдовна и сестра Зинаида) была направлена в Молдавию на восстановление народного хозяйства в город Оргеев.
В 1950 году она была зачислена на первый курс филологического факультета Кишинёвского государственного университета, который окончила в 1955 году. В 1952 году вышла замуж за Вилена Васильевича Ульянова, и в том же году у неё родилась дочь Елена. После окончания университета преподавала русский язык и литературу в Кишинёвском автодорожном техникуме, а с 1959 года начала печатать стихи в различных республиканских изданиях.
Первый поэтический сборник, «Песнь о Котовском», вышел в свет в Кишинёве в 1962 году. Далее последовали поэтические сборники «Звёздочка» (стихи для детей, 1965), «Мой город» (1967), «Озорные зайчики» (стихи для детей, 1968), «Край земли» (1969), «Апрель» (1970), «Постоянство» (1972), «Чур, не я!» (стихи для детей, 1972), «Полдень» (1974).
В 1974 году Ираида Ульянова вышла замуж во второй раз за Виктора Тимофеевича Саенко, и по приглашению писательской организации города Ульяновска переехала с мужем в Ульяновск. Там в 1975 году у неё родился сын Василий. В России в издательстве «Советский писатель» в 1975 году был издан сборник стихов «Берёзовый дождь».
Ираида Ульянова скончалась на 44-м году жизни, 16 февраля 1976, в Ульяновске, после тяжёлой продолжительной болезни. После смерти Ираиды Ульяновой Приволжским издательством был издан сборник её стихов «Есть трава подорожник» (1979), а также большая подборка её стихов вошла в посмертное издание шести поэтов «Второе рождение», издательство «Советская Россия», Москва, 1988.
Для поэзии Ираиды Ульяновой характерны одухотворенность мысли, лирическая энергия, подлинность переживаний, ощущается уверенный нравственный опыт жизни.